# 荒木駅
荒木駅 （あらきえき）は、福岡県久留米市荒木町白口にある、九州旅客鉄道（JR九州）鹿児島本線の駅である。駅番号はJB18。

## 歴史

### 年表
- 1910年（明治43年）4月20日：鉄道院の駅として開業[1][2]。
- 1945年（昭和20年）：アメリカ軍の戦闘機による機銃掃射を複数回受ける。このうち、筑紫駅列車空襲事件と同じ8月8日に駅舎と駅構内の列車が攻撃された際のガンカメラ映像が発見されている[3]。
- 1984年（昭和59年）2月1日：荷物扱い廃止[2]。
- 1987年（昭和62年）4月1日：国鉄分割民営化により九州旅客鉄道・日本貨物鉄道の駅となる[2]。
- 1994年（平成6年）3月24日：駅構内に直営コンビニエンスストア生活列車が開店する[4]。
- 1996年（平成8年）
  - 3月16日：貨物列車の設定廃止[2]。
  - 7月19日：駅舎が改築される[5]。
- 2005年（平成17年）12月10日：JR貨物の駅が廃止。
- 2009年（平成21年）3月1日：ICカードSUGOCAの利用を開始[6]。
- 2018年（平成30年）9月28日：駅ナンバリングを導入。
- 2022年（令和4年）3月11日：みどりの窓口の営業を終了[7]。
- 2023年（令和5年）10月1日：JR九州サービスサポートによる業務委託を終了し、JR九州本体による直営駅となる。

### 駅名の由来
開業当時の地名（三潴郡荒木村）が由来。現在でも駅所在地の地名は「久留米市荒木町」である。
「荒木」の地名の由来は諸説あるが、平安時代の書物『和名抄』に荒木郷の地名がある事から古くからある地名である。大荒木の臣の居住した所に由来するとの説や、この地が湿地帯を開墾して作られた開墾地で、古代は「新開（あらき）」と読まれていたのが「荒木」に転化したと言う説もある。

## 駅構造

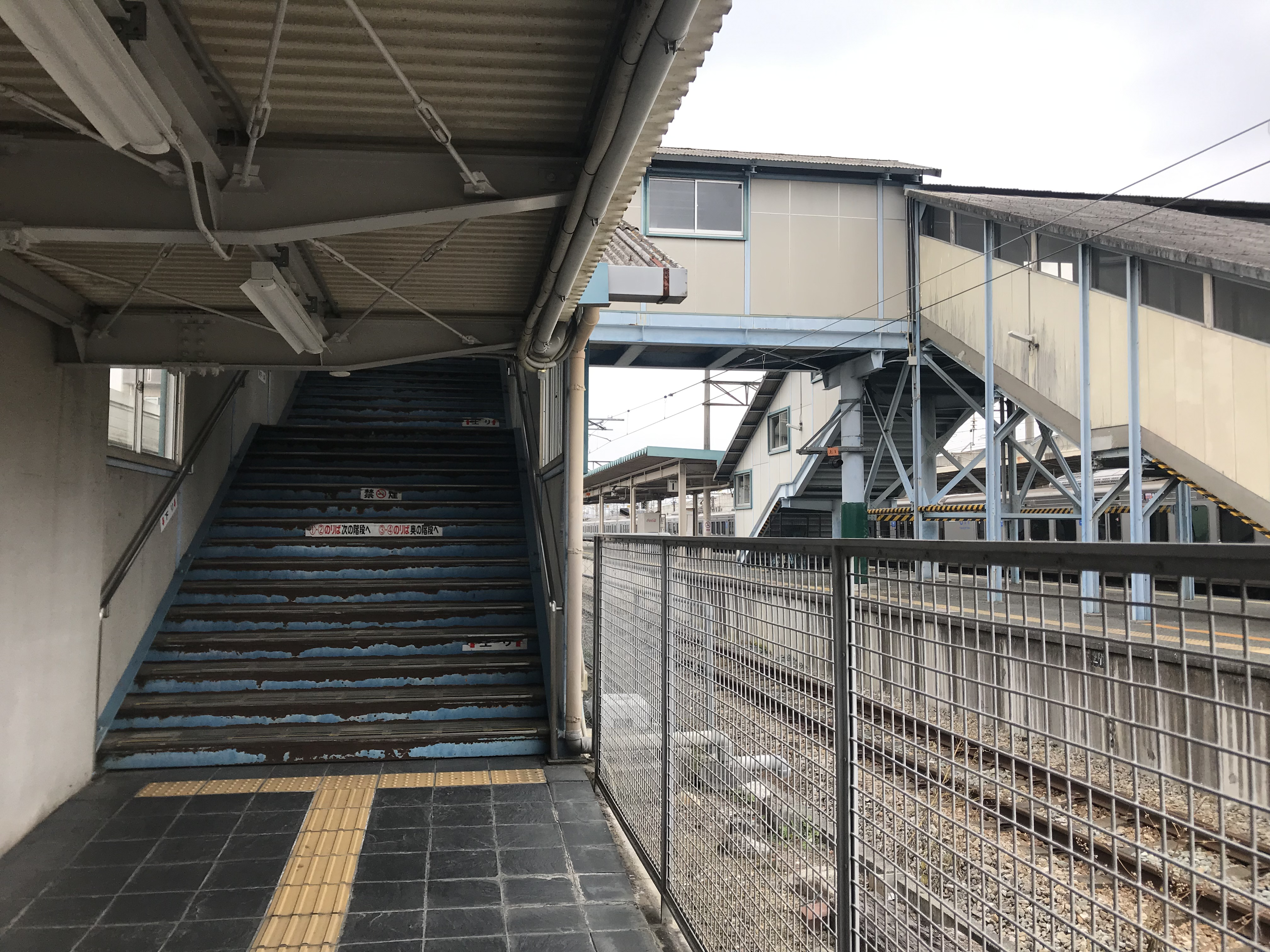
ホームへ通じる跨線橋（2019年1月）

島式ホーム2面4線を有する地上駅。互いのホームは跨線橋で連絡している。ホームのない留置線（そのため夜間停泊が設定されている。）もある。駅舎改築前の本屋側1番線ホームは宇品駅、京都駅に次ぎ日本で3番目、九州に所在するホームとしては最長の存在であった。これは後述する様に当時の帝国陸軍久留米師団将兵の乗降を容易にさせるために設計されたものだったと伝えられている。
直営駅だが収受要員のみの配置となっている。駅舎内部には自動改札機が設置されている。

### のりば
| のりば | 路線       | 方向 | 行先                   | 備考                |
| ------ | ---------- | ---- | ---------------------- | ------------------- |
| 1・2   | 鹿児島本線 | 上り | 久留米・鳥栖・博多方面 | 当駅始発は3番のりば |
| 3・4   | 鹿児島本線 | 下り | 大牟田・玉名・熊本方面 |                     |

一部の博多方面からの普通列車が当駅で折返すほか、快速列車との緩急接続も行う。また、区間快速列車の半数は当駅発着となる。かつては、データイム羽犬塚始発の上り快速は当駅まで先行し、後続の大牟田・瀬高方面からの鳥栖行き上り普通列車の到着を待って出発していた。

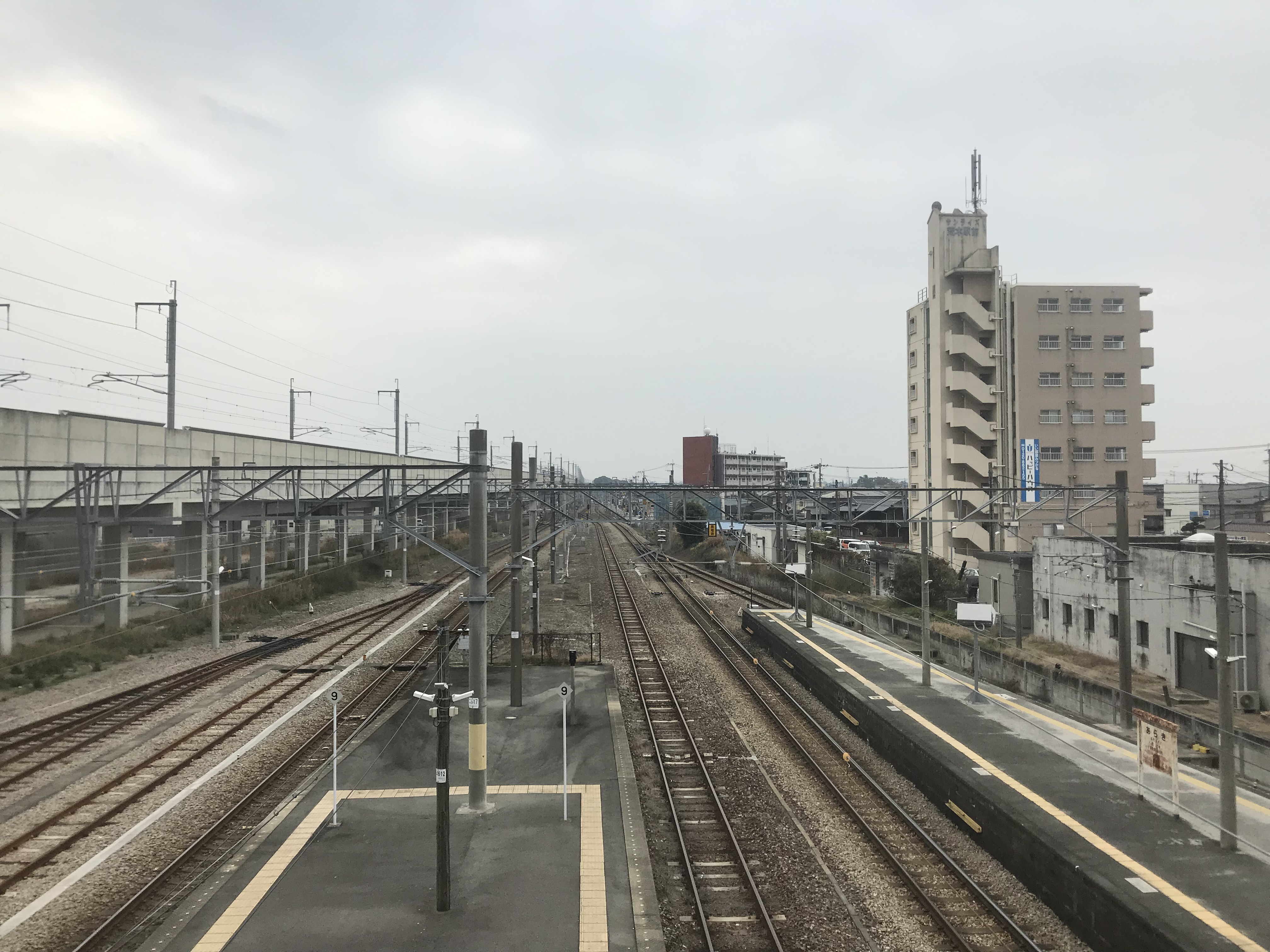
ホーム（2019年1月、跨線橋から。左の高架は九州新幹線）
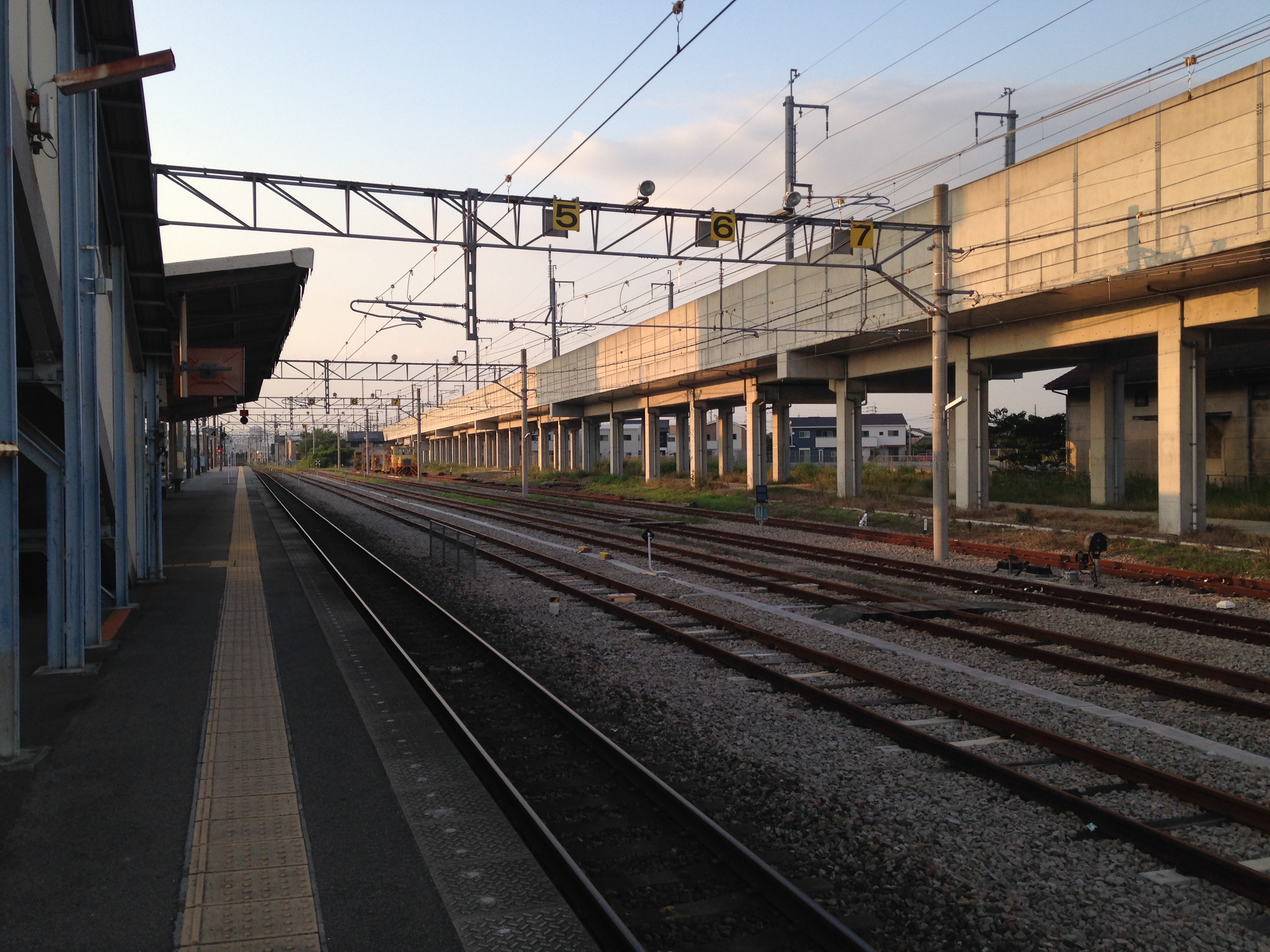
4番のりばと留置線（2016年6月）
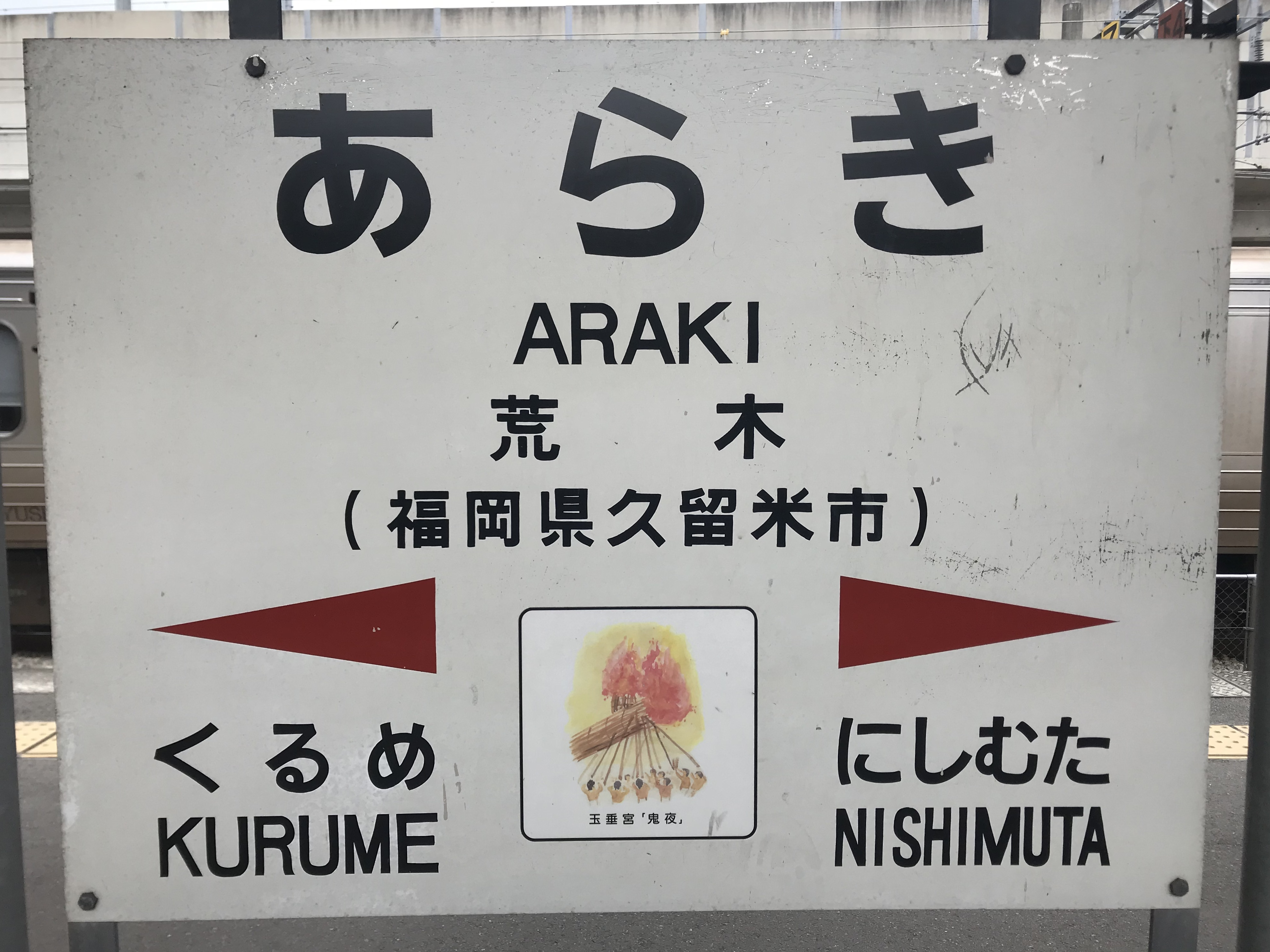
駅名標。描かれたイラストは「大善寺玉垂宮の鬼夜」

## 利用状況
2023年度の1日平均乗車人員は1,164人である。
| 年度   | 1日平均 乗車人員 | 1日平均 乗降人員 |
| ------ | ---------------- | ---------------- |
| 2014年 | 1,348            | 2,710            |
| 2015年 | 1,386            | 2,801            |
| 2016年 | 1,393            | 2,803            |
| 2017年 | 1,419            |                  |
| 2018年 | 1,437            | 2,886            |
| 2019年 | 1,384            |                  |
| 2020年 | 1,029            |                  |
| 2021年 | 1,127            |                  |
| 2022年 | 1,169            |                  |
| 2023年 | 1,164            |                  |

## 駅周辺
- 久留米市立荒木中学校
- 久留米市立荒木小学校
- 荒木駅前郵便局
- 福岡県久留米警察署荒木駅前交番
- クロボー製菓
- 福徳長酒類久留米工場
- ピラミッド久留米工場
- 航空自衛隊高良台分屯基地
- 福岡県道89号瀬高久留米線
- 西鉄バス久留米「荒木駅前」停留所

## 隣の駅
九州旅客鉄道（JR九州）
 鹿児島本線
■快速
久留米駅 (JB17) - 荒木駅 (JB18) - 羽犬塚駅 (JB20)
■区間快速
久留米駅 (JB17) - 荒木駅 (JB18) - （一部西牟田駅 (JB19)） - 羽犬塚駅 (JB20)
■普通
久留米駅 (JB17) - 荒木駅 (JB18) - 西牟田駅 (JB19)